# Zdeněk Podal
Zdeněk Podal (* 12. dubna 1953 Hradec Králové) je český elektrotechnik a politik, v letech 2017 až 2021 poslanec Poslanecké sněmovny PČR, v letech 2020 až 2024 zastupitel Královéhradeckého kraje, člen hnutí SPD.

## Život
Vyučený elektrikář před svým vstupem do vysoké politiky naposledy pracoval jako správce areálu Stříbrný rybník.
Zdeněk Podal žije ve městě Hradec Králové.

## Politické působení
Před přestupem k SPD byl krajským místopředsedou Strany Práv Občanů. V roce 2016 za SPD Tomia Okamury neúspěšně kandidoval do zastupitelstva Královéhradeckého kraje. Krajským zastupitelem se stal až ve volbách v roce 2020 jako lídr kandidátky SPD. Ve volbách v roce 2024 však již nekandidoval.
Ve volbách do Poslanecké sněmovny PČR v roce 2017 byl lídrem kandidátky SPD v Královéhradeckém kraji a z této pozice byl zvolen poslancem. V komunálních volbách v roce 2018 kandidoval za hnutí SPD do Zastupitelstva města Hradce Králové, ale neuspěl.
Ve volbách do Poslanecké sněmovny PČR v roce 2021 kandidoval za hnutí SPD na 2. místě kandidátky v Královéhradeckém kraji. Získal 452 preferenčních hlasů, ale neuspěl (stal se však prvním náhradníkem).